# Kang Kek Iew
Khang Khek Ieu hay Kaing Guek Eav hoặc Khương Khắc Du (tiếng Khmer: កាំង ហ្គេកអ៊ាវ), còn gọi là Đồng chí Duch hay Deuch (មិត្តឌុច), hay Hang Pin, (17 tháng 11 năm 1942 – 2 tháng 9 năm 2020) là một tội phạm chiến tranh người Campuchia và là một trong những nhân vật chủ chốt của Khmer Đỏ, phong trào cai trị Campuchia Dân chủ từ 1975 đến 1979. Là chỉ huy của lực lượng an ninh nội địa (Santebal), ông từng giữ chức giám đốc cựu nhà tù Tuol Sleng (nhà tù S-21), nơi hàng ngàn người bị giam giữ, tra khảo, và tra tấn, rồi giết hại.

## Tiểu sử
Khang Khek Ieu sinh năm 1942 tại tỉnh Kompong Cham trong một gia đình Khmer gốc Hoa.
Năm 1962, Khang Khek Ieu tốt nghiệp trung học một cách xuất sắc, xếp thứ hai toàn quốc. Sau đó hai năm Khang Khek Ieu học trong một trường sư phạm tại Phnôm Pênh.
Đến năm 1966, Khang Khek Ieu tốt nghiệp và đến giảng dạy tại trường trung học Skoun.
Năm 1967, Khang Khek Ieu vào Đảng Cộng sản Campuchia.
Năm 1970, Khang Khek Ieu lấy bí danh là "Duch" vào rừng gia nhập lực lượng Khmer Đỏ và được Khmer Đỏ giao phụ trách hệ thống nhà tù và bộ phận an ninh dưới sự chỉ huy của Vorn Vet và Son Sen.

## Hoạt động Khmer Đỏ
Năm 1975, khi Khmer Đỏ chiếm Phnôm Pênh, Khang Khek Ieu đã điều hành nhà tù Tuol Sleng (mật danh là nhà tù an ninh S21) ở Thủ đô Phnôm Pênh. Khoảng 17.000 người, kể cả phụ nữ và trẻ em, đã bị tra tấn dã man ở đây trước khi bị hành quyết. Năm 1979 khi Khmer Đỏ sụp đổ, Khang Khek Ieu trốn vào một căn cứ của Khmer Đỏ tại Tây Bắc Campuchia.

## Kết án
Năm 1999, Khang Khek Ieu bị bắt và giam giữ trong một nhà tù của quân đội Campuchia.
Tháng 7 năm 2010, Tòa án xét xử tội ác diệt chủng ở Campuchia (ECCC) đã buộc tội Khang Khek Ieu phạm tội ác chống lại loài người, xử phạt tù giam 35 năm.
Ngày 3/2/2012, trong phán quyết phúc thẩm cuối cùng, Tòa án xét xử tội ác Khơme Đỏ (ECCC) đã nâng mức án thành tù chung thân đối với Kaing Guek Eav,